# Meselatus ficus
Meselatus ficus är en stekelart som beskrevs av Girault 1922. Meselatus ficus ingår i släktet Meselatus och familjen fikonsteklar. Inga underarter finns listade i Catalogue of Life.